# Coloration disruptive
| |  | |
| Exemple de coloration ruptive : la dossière de la carapace de la tortue imbriquée est brun rouge à orangé avec des marbrures plus sombres, des stries et des mouchetures jaunes |  | Cette coloration disruptive est aussi très homochromique avec les récifs coralliens qu'elle affectionne, passant ainsi inaperçue auprès de ses prédateurs. |

| |  |  |
| Les taches disruptives qui morcellent le corps du girafon ont une fonction de camouflage, de reconnaissance de ses proches, et de thermorégulation. Cette fonction de camouflage est perdue chez les adultes dont les ruades sont capables de briser les mâchoires de leurs prédateurs. |  |  |

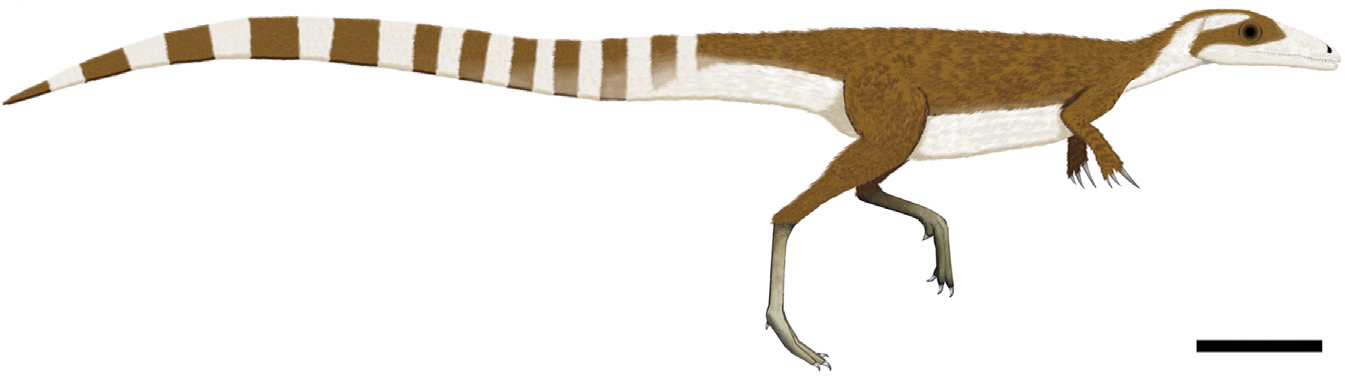
Dès le crétacé, certains dinosaures adoptent deux modes de camouflage passif : la contre-tonalité (colorations cryptiques à l'origine d'un fort contraste dorso-ventral) et les figures ruptives (au niveau de la queue).

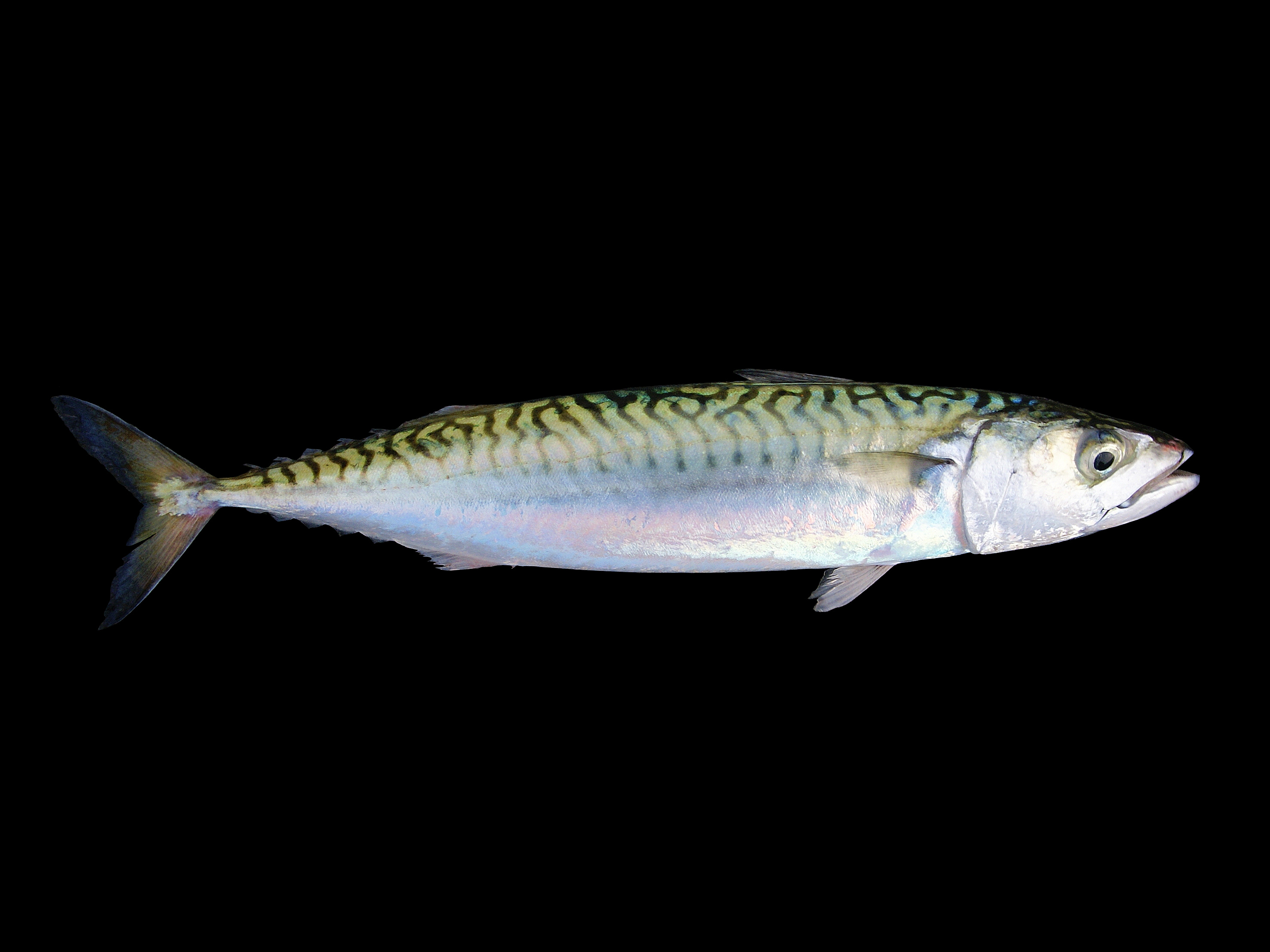
Le maquereau commun présente un triple camouflage : raies transversales formant des motifs disruptifs, ombre inversée et argenture.

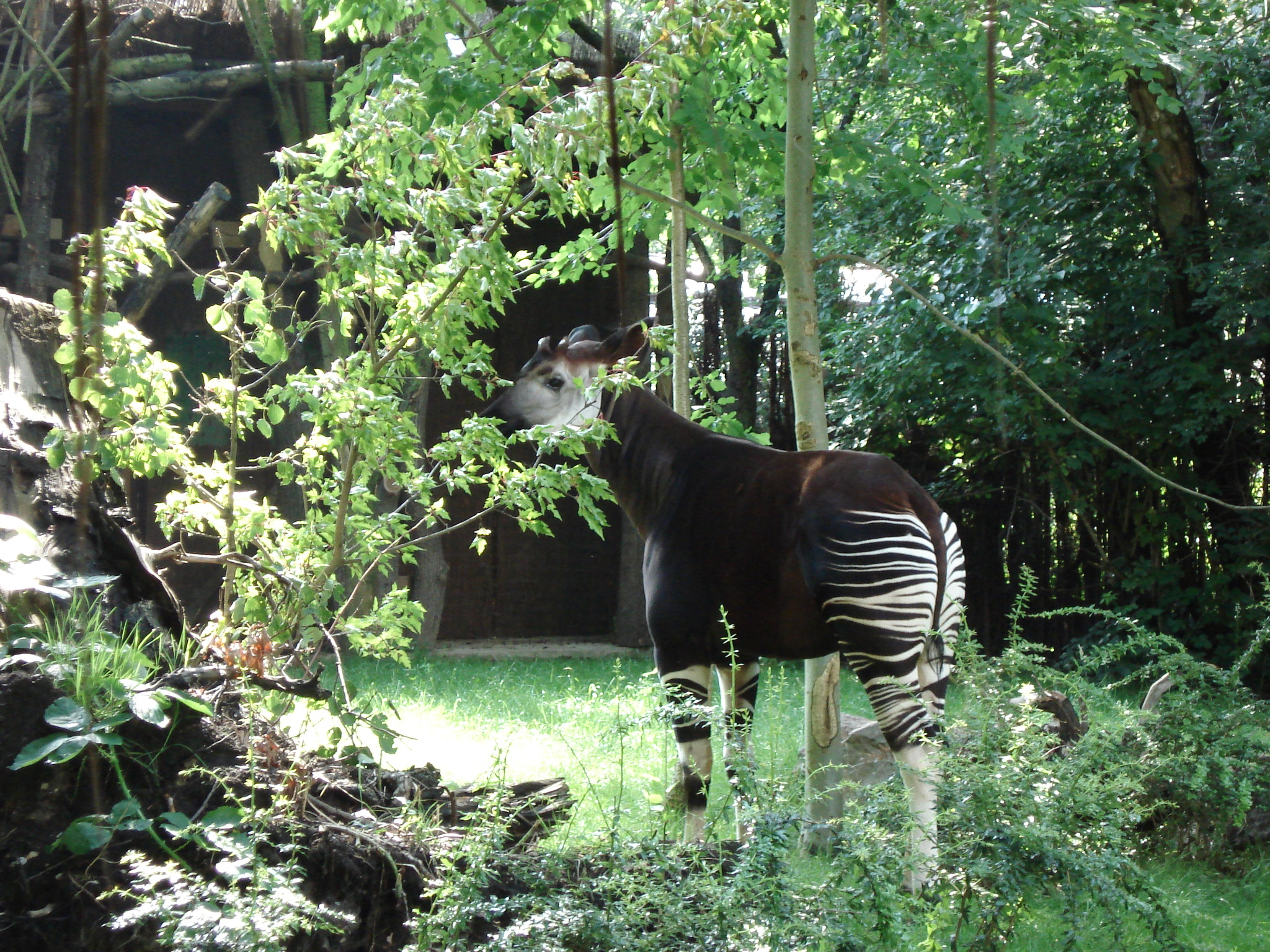
L'okapi a un pelage ruptif sur les pattes et l'arrière-train qui lui permettent de se confondre avec les rais de lumière vacillants à travers les feuilles des forêts équatoriales de l'Afrique centrale.

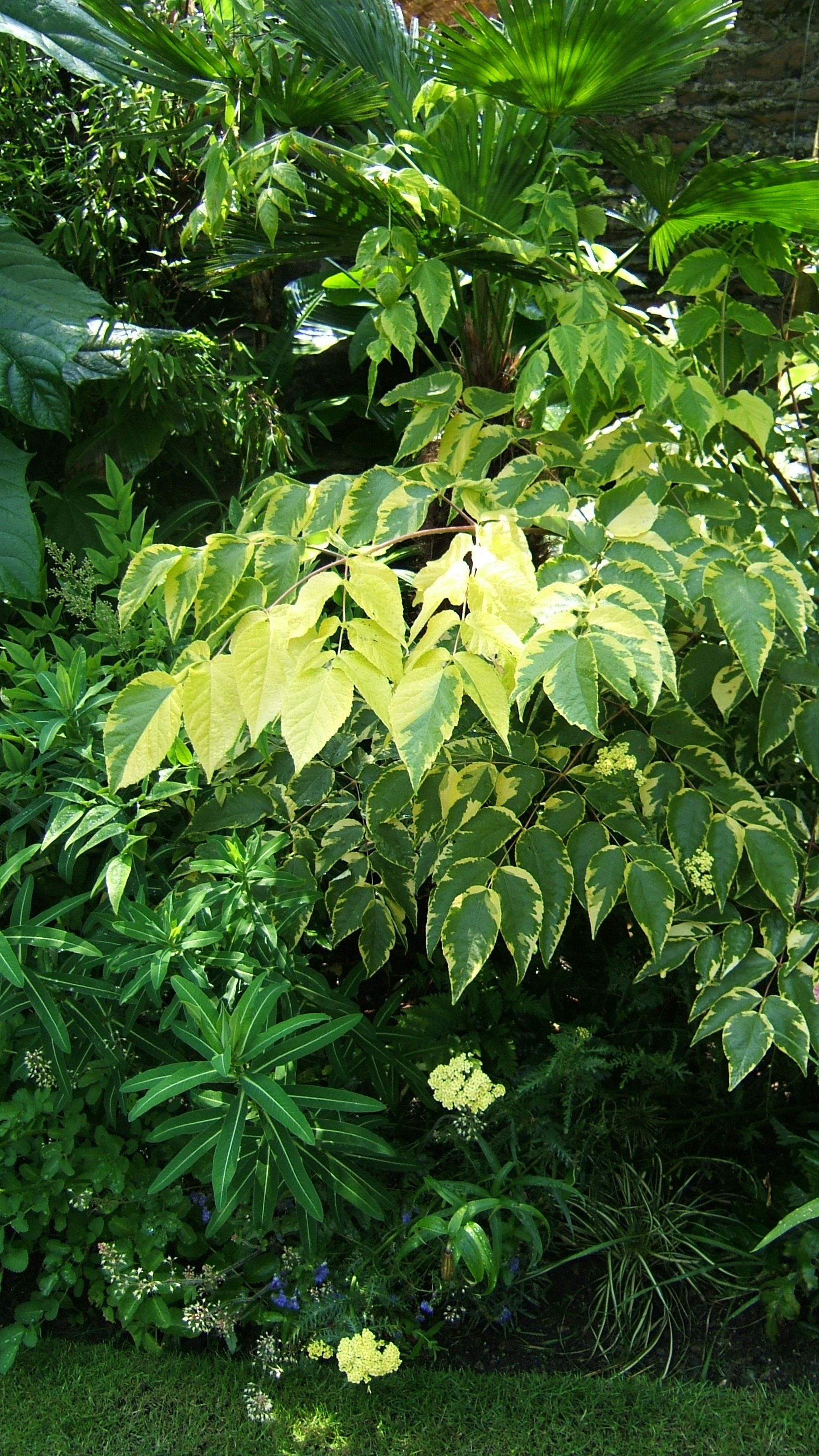
La panachure foliaire peut servir de camouflage chez les plantes de sous-bois où percent quelques rais de lumière.

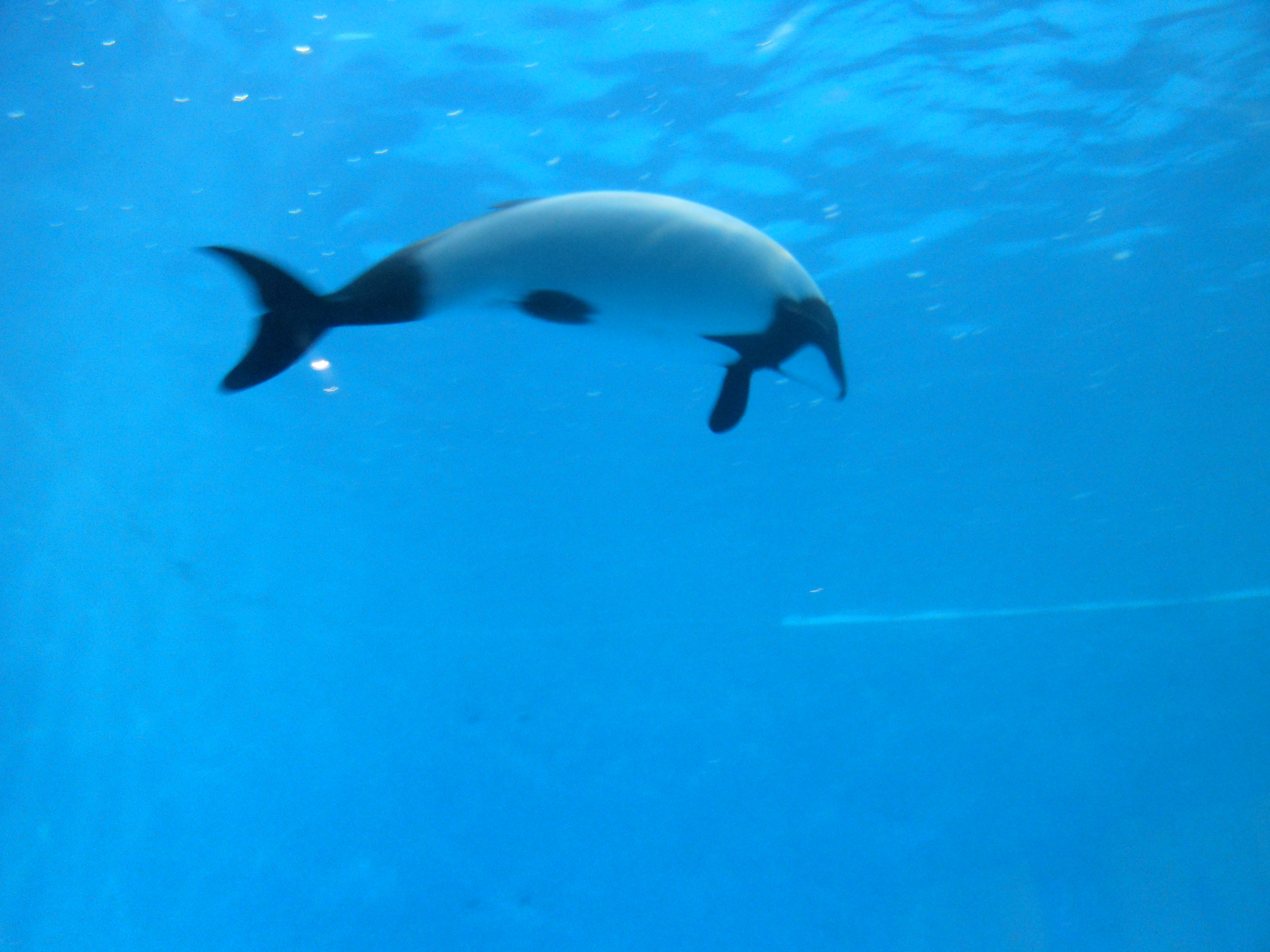
Les aires pigmentées du dauphin de Commerson et ses marques distinctives (taches gulaire et génitale) contribuent à leurrer certaines de ses proies dans des conditions de faible luminosité et des eaux troubles.

En écologie, la coloration disruptive, appelée aussi camouflage disruptif ou plus familièrement bariolage, est une stratégie de cryptisme qui repose sur une forme de camouflage optique consistant chez des animaux essentiellement, à rompre l'unité visuelle de leur corps et de leur symétrie afin de les rendre moins perceptibles, dans un environnement déterminé, à la fois de leurs proies et de leurs prédateurs éventuels. Les figures disruptives (du latin dis, « à part » et ruptus « rompu », issu du verbe rumpere,  « rompre ») ou ruptives (taches, marbrures, réticulations, zébrures, rayures) rompent la silhouette d'ensemble de l'animal et réduisent sa détectabilité. Leur efficacité est renforcée lorsqu'elles perturbent les formes corporelles (notamment les contours) ou des caractéristiques saillantes (notamment les membres ou les yeux) qui sont connues pour faciliter l'identification rapide des animaux,. L'observateur de tels motifs perçoit ainsi « un ensemble de figures plus ou moins chaotiques qu'il a du mal à rapporter à une structure d'ensemble bien délimitée ».
Ce camouflage anti-prédateur est une tromperie animale qui existe aussi chez les plantes pour se défendre contre les herbivores,. 
La coloration disruptive est un mimétisme visuel qui s'ajoute souvent à la coloration cryptique. Pouvant remplir d'autres fonctions, ce bariolage s'oppose à un signal de défense contre les prédateurs, l'aposématisme.
Certaines techniques de camouflage militaire se sont bio-inspirées de ce principe.

## Types de motifs de camouflage
Plusieurs types de figures ruptives contribuent à désorganiser la silhouette d'ensemble d'un animal ou masquer les caractéristiques saillantes, ces procédés se combinant d'ailleurs de toutes les façons possibles :
- des taches irrégulières et disposées sans ordre, aux contours bien définis, tendent à une certaine distance à faire disparaître les contours réels (exemple : le pelage tacheté de rosettes chez les léopards) ;

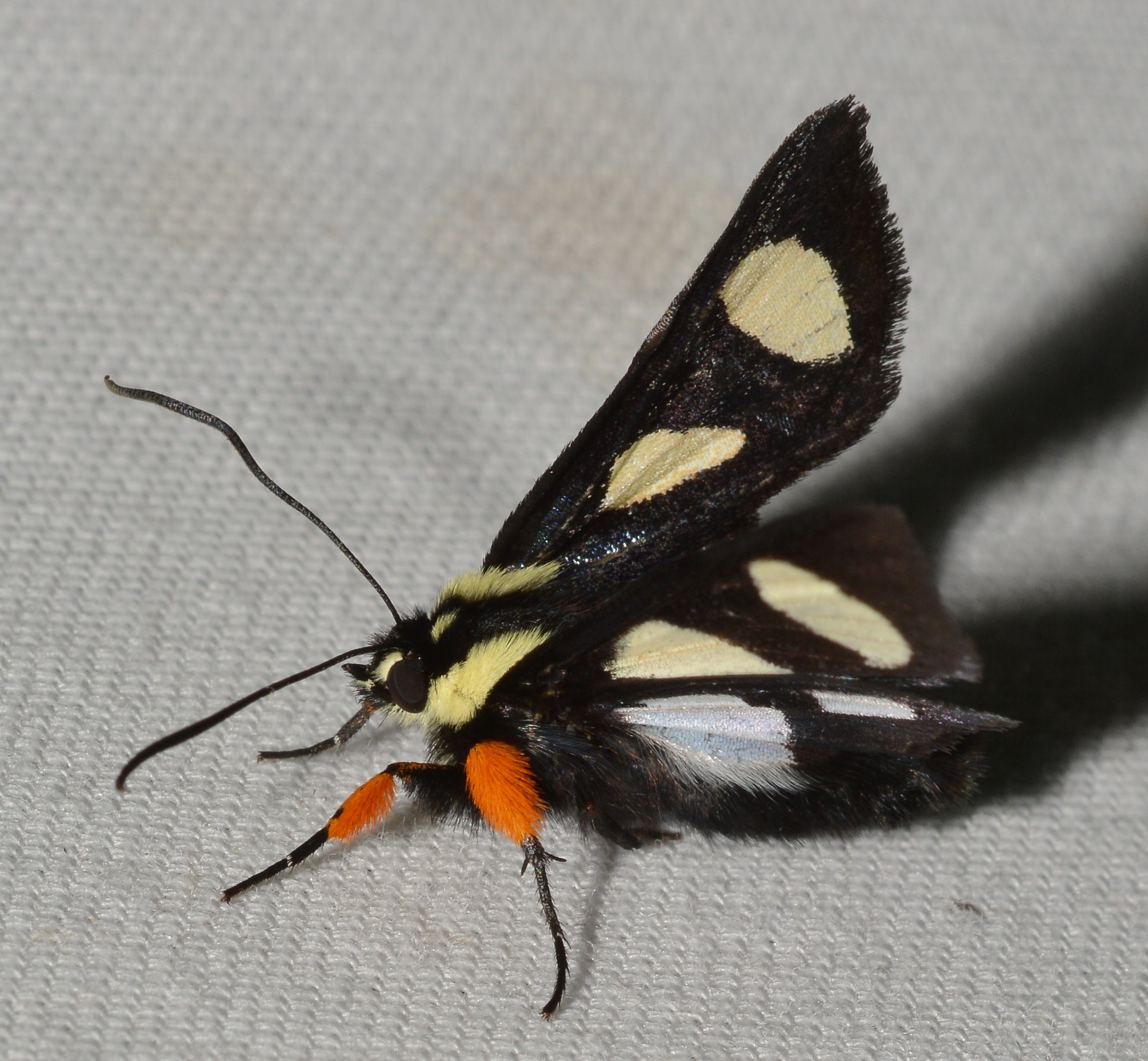
L'Alypie à huit points bat ses ailes si vite que les taches alaires se mélangent et apparaissent comme des lignes blanches.
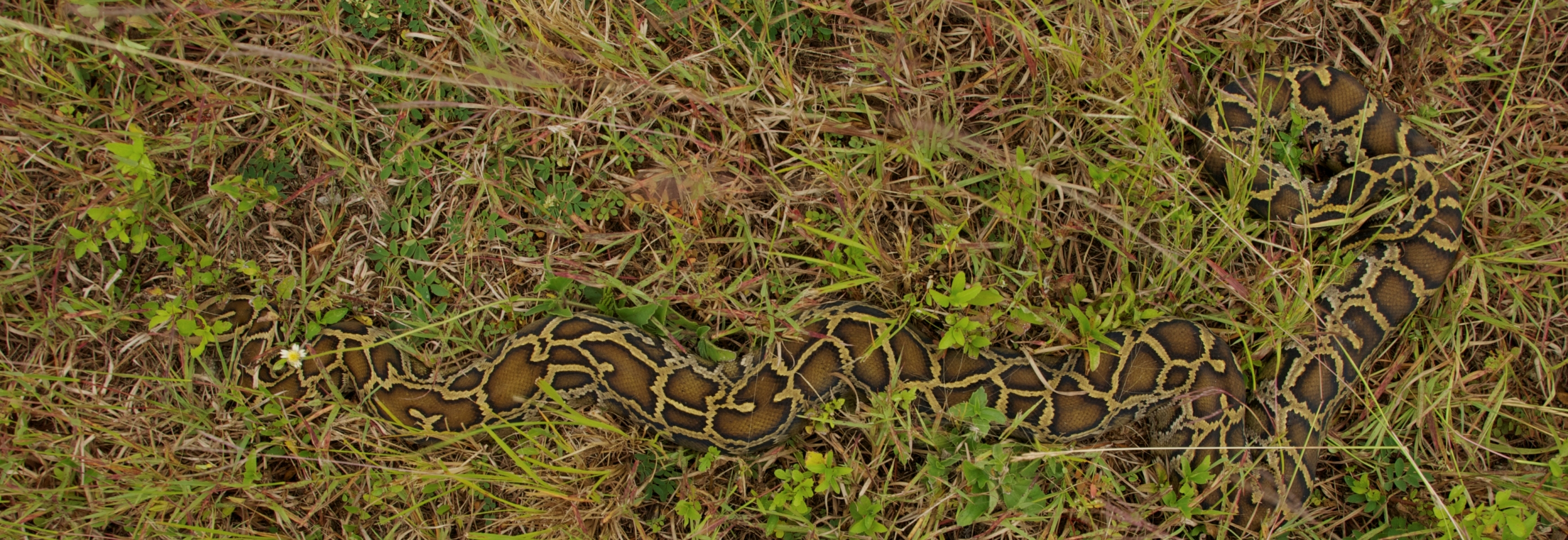
Les marbrures du python brisent sa forme allongée trop reconnaissable.
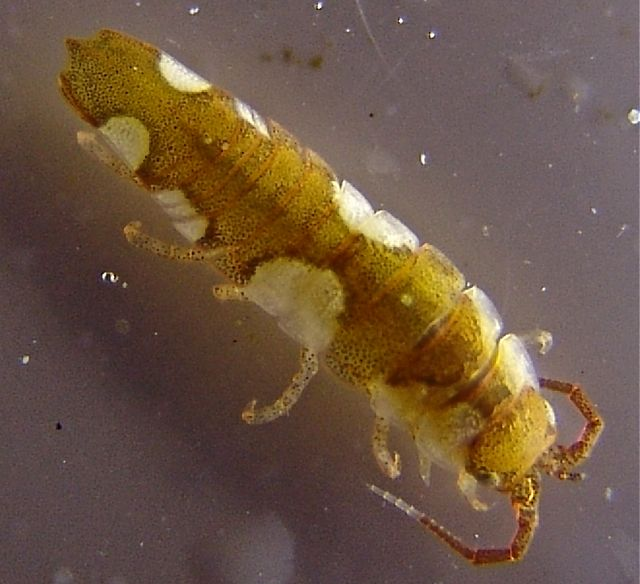
Crustacé l'« abeille des mers ».
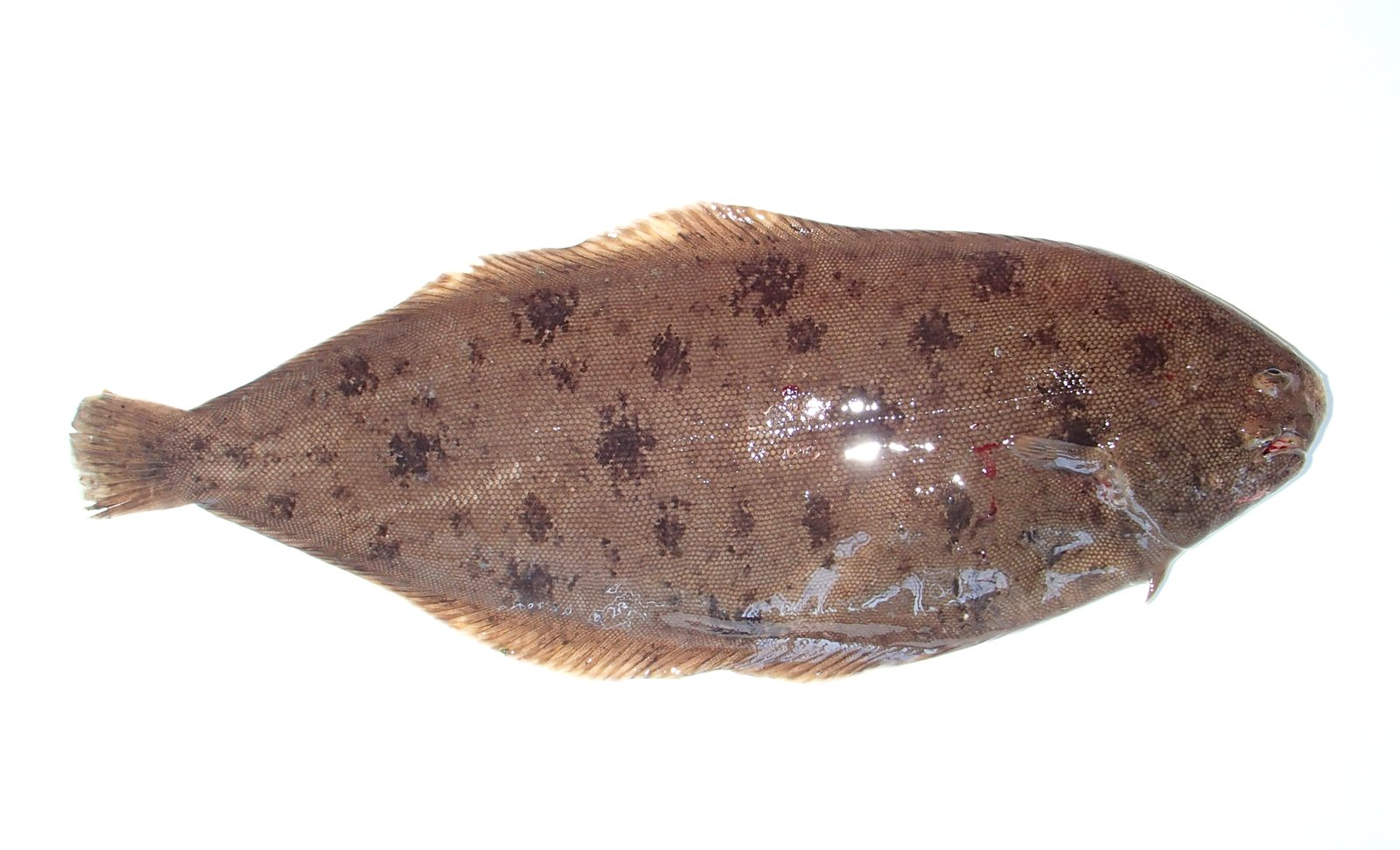
Corps de la sole commune marqué de marbrures.

- une alternance de bandes ou rayures contrastées, alternant le clair et le sombre, détruit les contours qui sont des lieux de contraste et de concentration de l'information ; dans la pénombre (animal nocturne, sous-bois, forêt où les taches d'ombre et de lumière concourent à former un fond très variable, les couleurs purement homochromes des organismes les rendant plus visibles que des dessins variés), seules les rayures claires sont bien perçues, mais ne trahissent pas la forme du corps ; à l'inverse dans un environnement lumineux ce sont les parties claires qui se confondent avec le milieu (zébrures mouvantes du mâle des seiches, rayures chez des mammifères, des hyménoptères et des poissons) ;

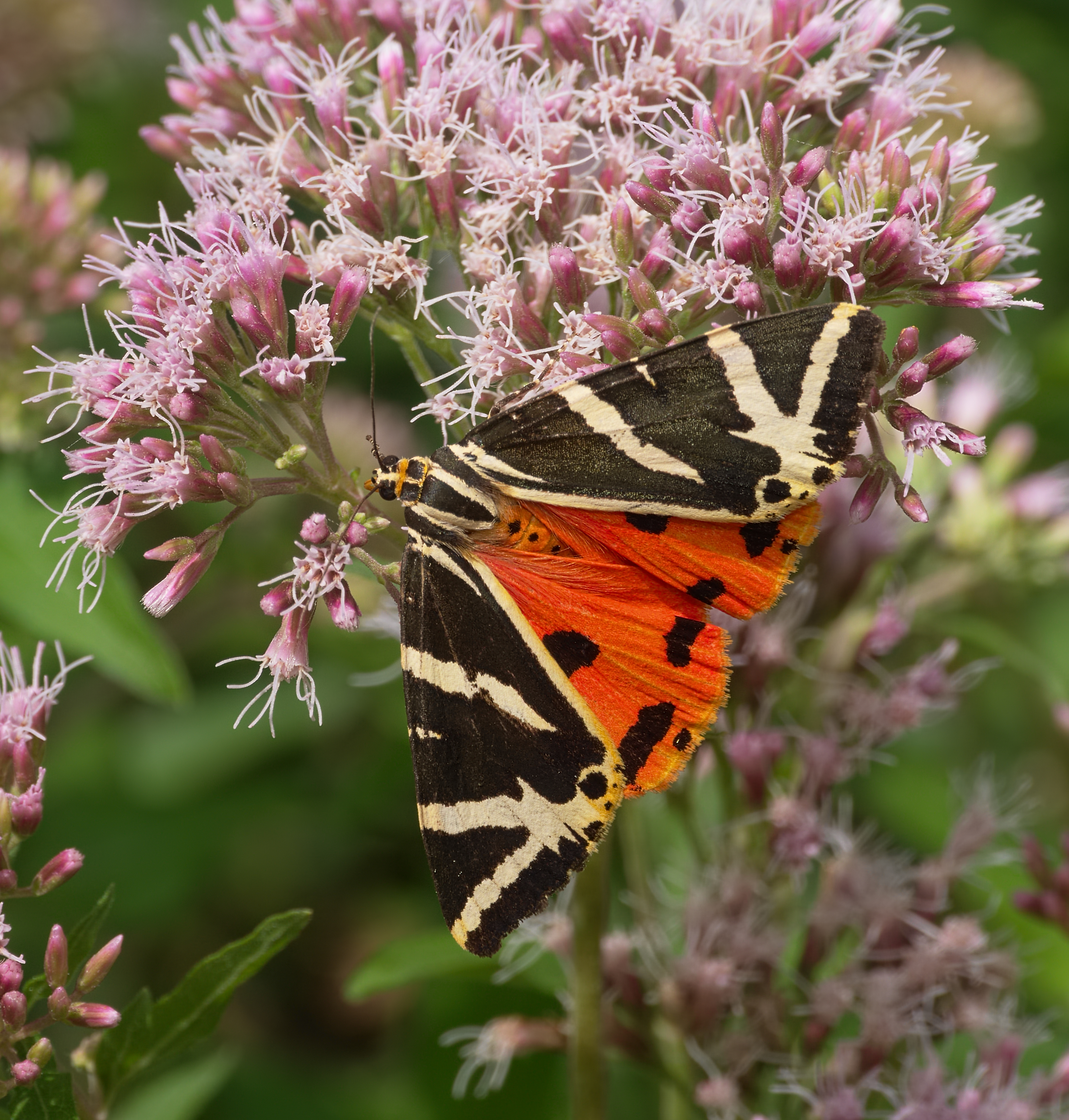
L'ornementation disruptive des ailes antérieures de l'Écaille chinée constitue un excellent camouflage[18].
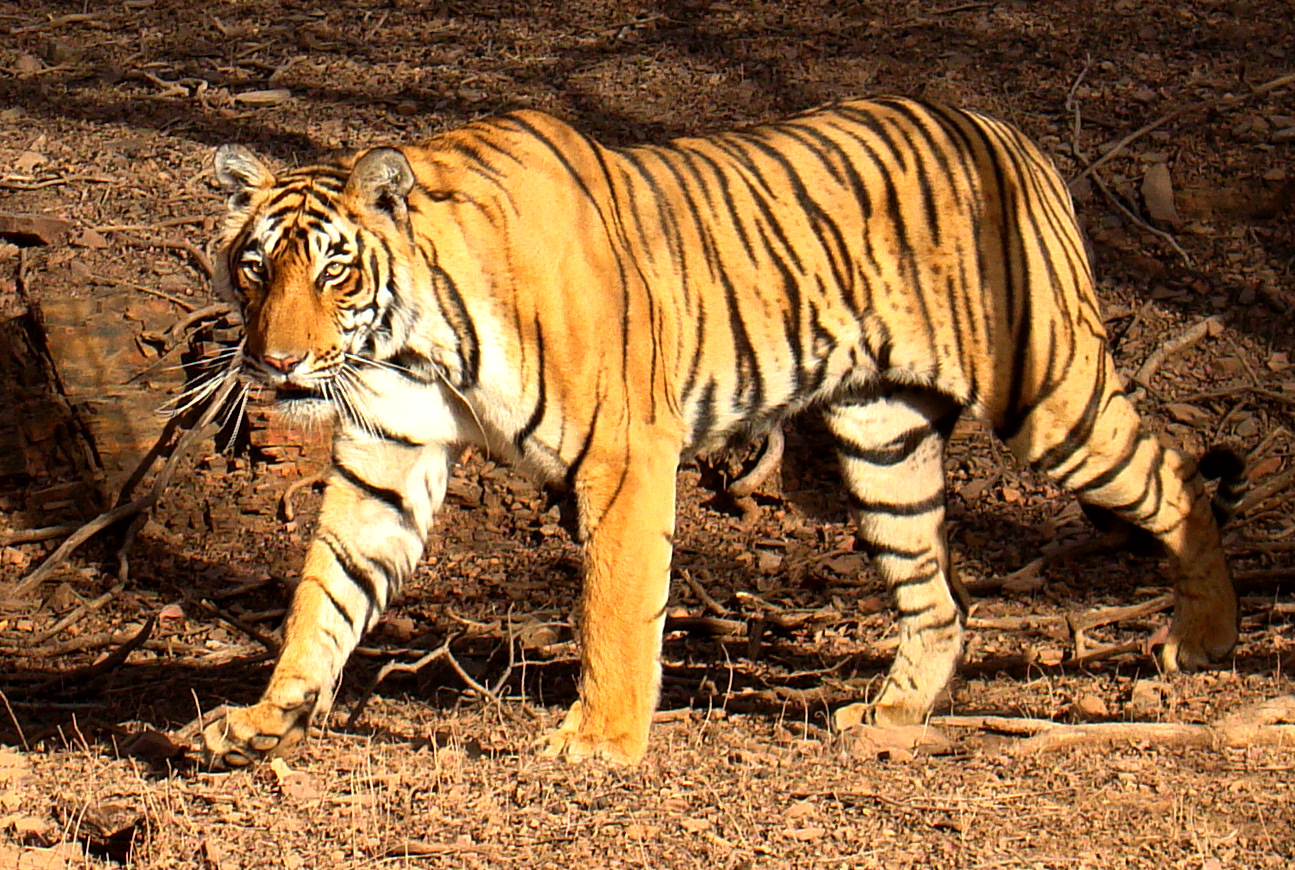
Les rayures ruptives du tigre ne coïncident jamais avec les contours réels de son corps mais s'étendent toujours perpendiculairement à celui-ci[19].
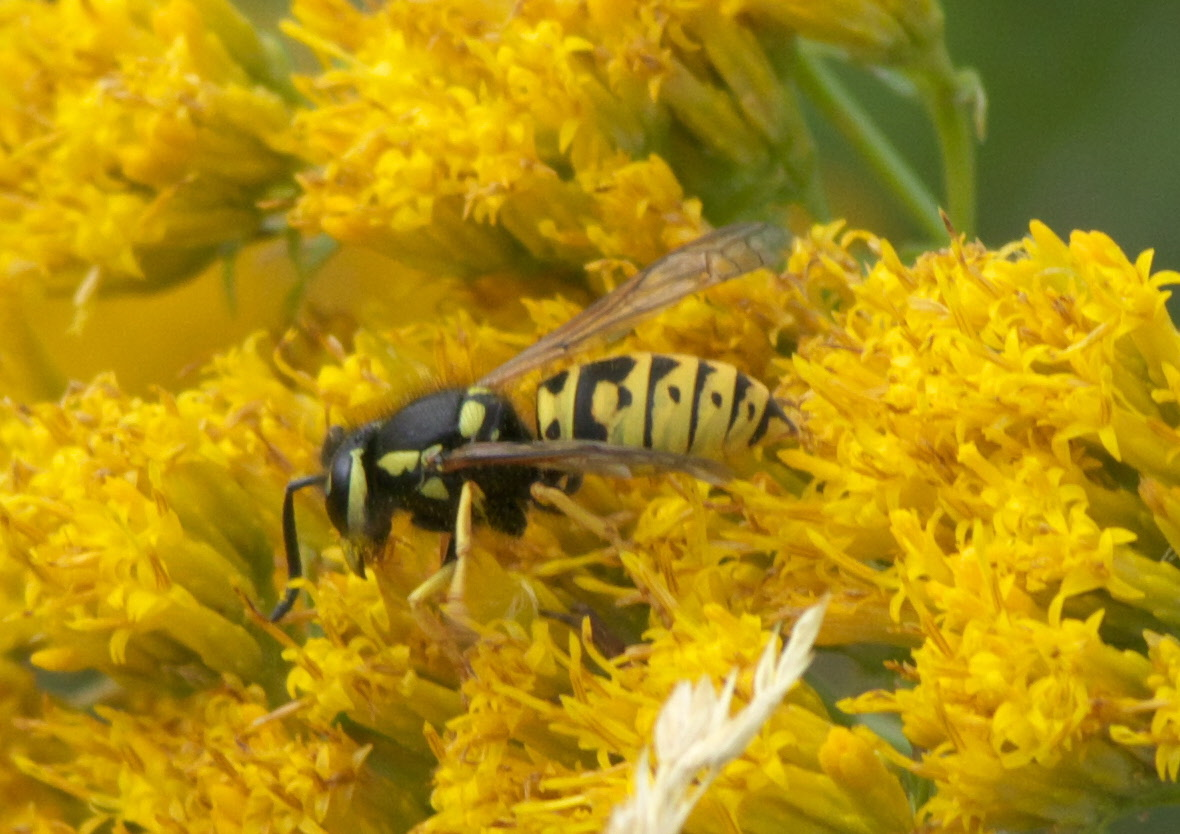
Rayures sur le corps de la guêpe de l'ouest.
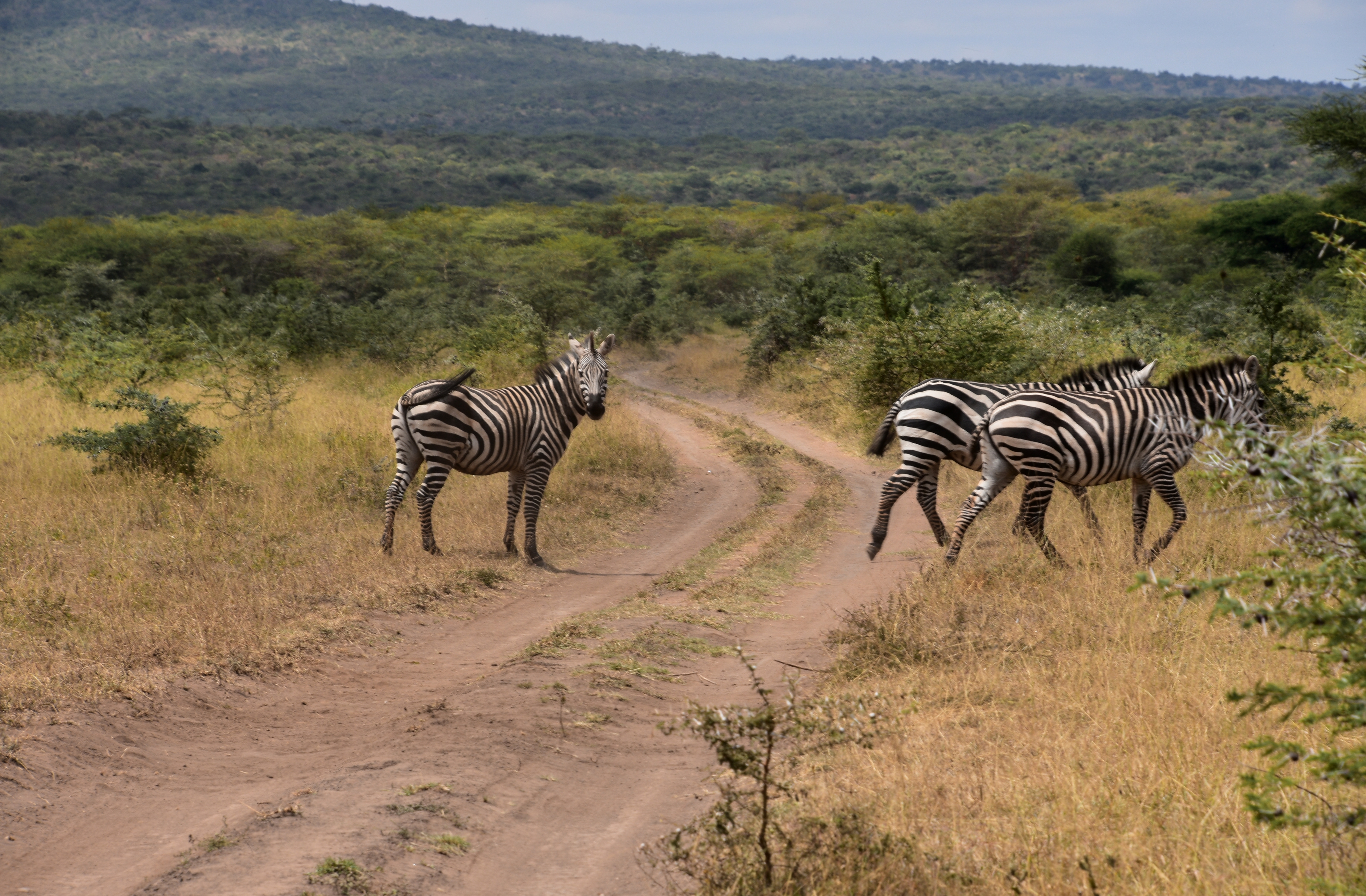
Un des rôles des rayures du zèbre serait d'agir comme une illusion d'optique (effet stroboscopique sur les prédateurs)[20].
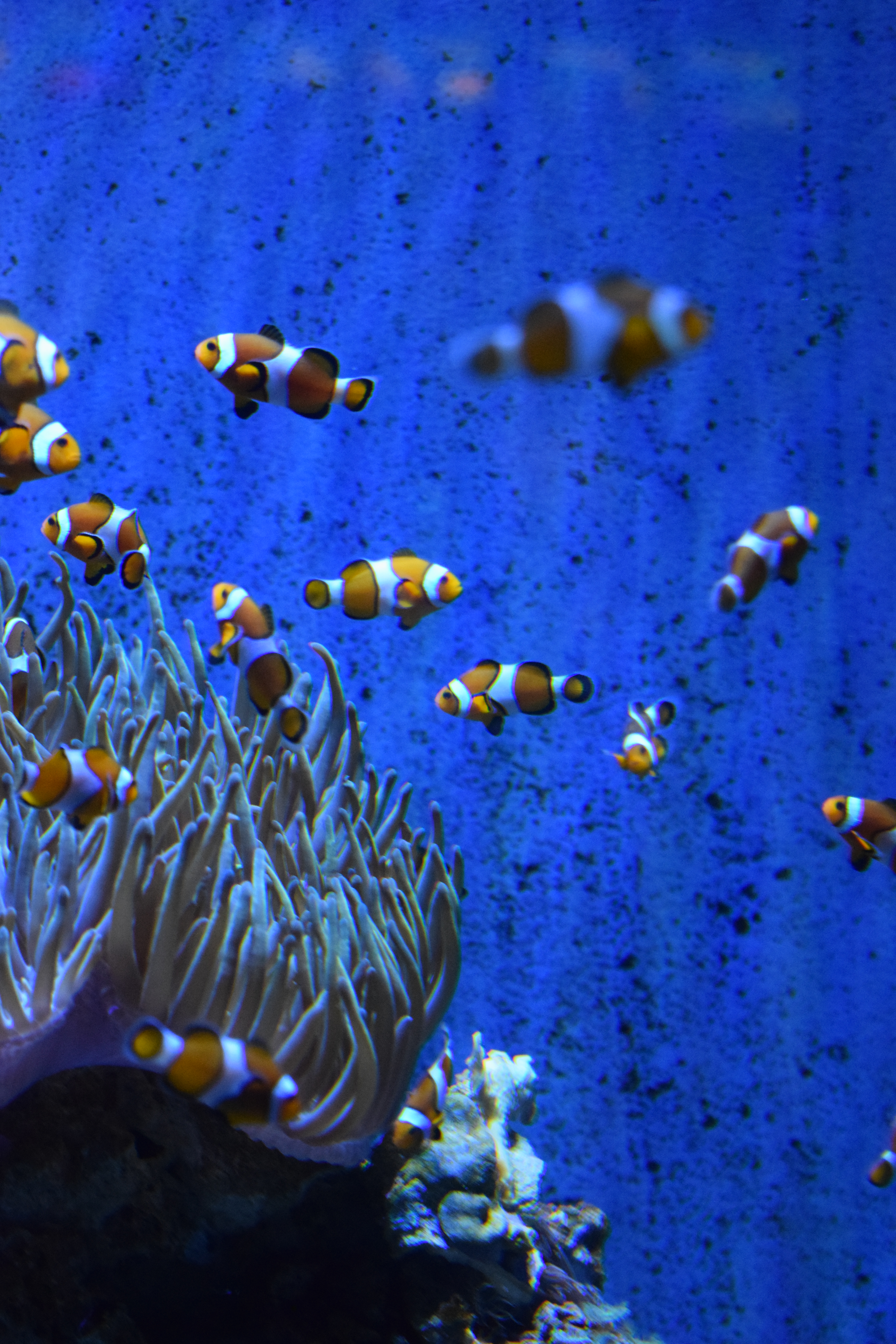
Le phénomène de camouflage chez les poissons-clowns est amplifié lorsqu'ils sont en groupe.

- lignes foncées passant par l'œil et le rendant difficile à discerner. Le masque de bandit noir présent sur la face de mammifères (raton laveur, lérot) et d'oiseaux (pie-grièche écorcheur, faucon pèlerin) est traditionnellement associé à un mode de camouflage dissimulant les yeux du prédateur mais il pourrait remplir une fonction plus physiologique, celle d'une réduction de l'éblouissement lors de la recherche de proies[21],[22].

|                                       |
| Masque de Zorro chez le raton laveur. |

| |
| La Pie-grièche écorcheur est surnommée « bandit masqué » en raison du bandeau qui barre la face du mâle. |

|                                                                                           |
| Les raies noires oculaires chez la rainette verte dissimulent ses yeux largement ouverts. |

## Quelques exemples
| |  |  |
| La coloration disruptive peut être accentuée par le contour plus sombre des rosettes chez le jaguar ou le contour plus clair de la bande centrale des ailes du Sphinx du tilleul, motifs qui cassent davantage la silhouette respective du prédateur et de la proie. |  |  |

| |  |  |
| Les rayures longitudinales chez le poisson-zèbre et les rayures transversales (notamment la bande oculaire qui camoufle les yeux) chez le poisson-papillon sont des motifs disruptifs. |  |  |

Un exemple classique de coloration disruptive est la chenille de la Queue fourchue dont les couleurs disruptives (bande dorsale brun-noir liserée de blanc, élargie vers le milieu en une bande verticale qui sépare deux parties vertes) évoquent deux feuilles.
Les taches disruptives peuvent être coïncidentes, et paraître joindre des parties du corps normalement séparées. Un exemple de ce phénomène est donné par l'acridien Chorthippus parallelus, vert et blanchâtre, très commun partout : la coloration disruptive n'est réalisée que lorsque les pattes postérieures sont parallèles au corps : les taches fémorales complètent alors les deux bandes de même couleur qui s'étendent sur les deux côtés du thorax et de l'abdomen.

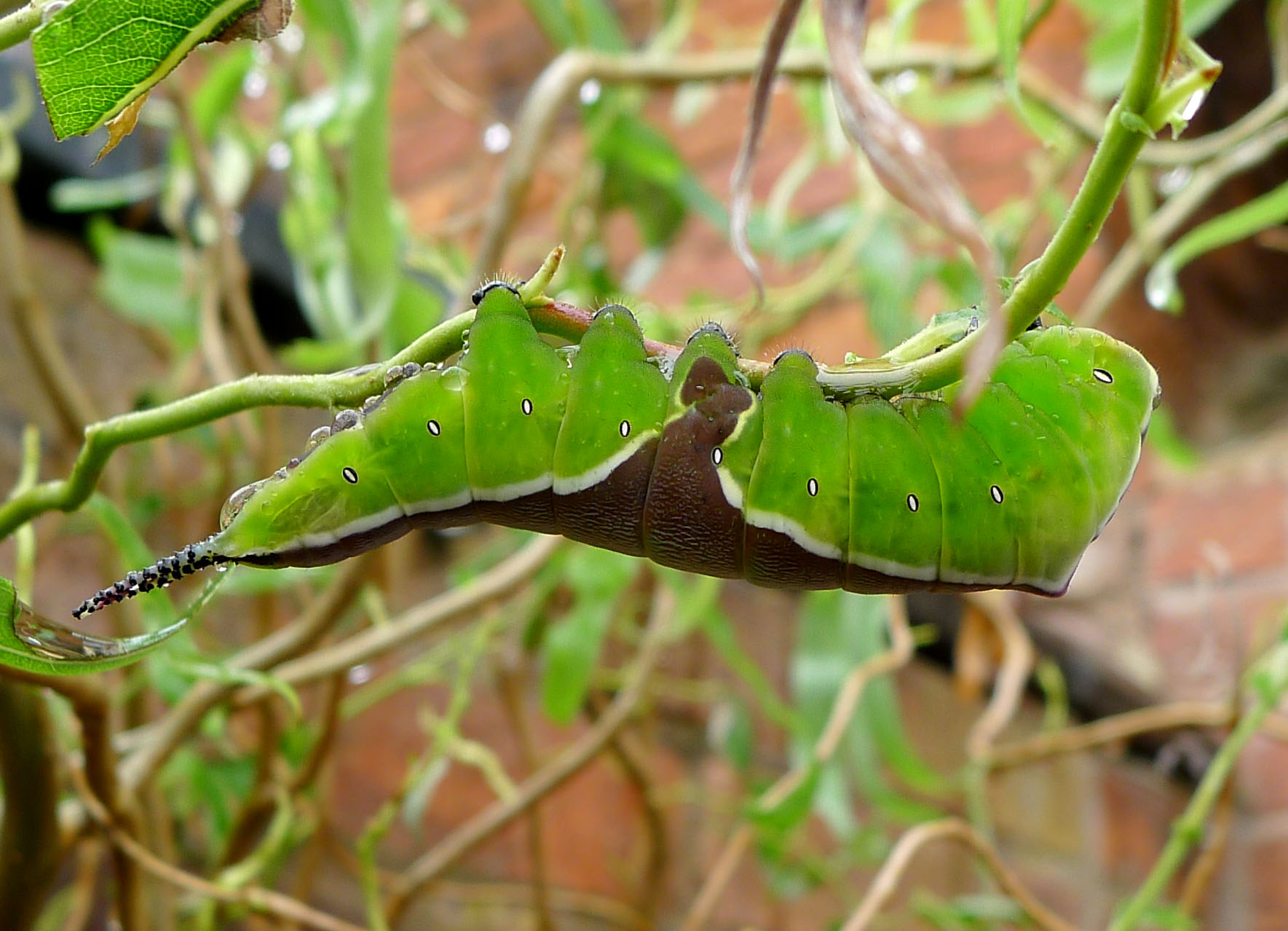
Chenille de la Queue fourchue.
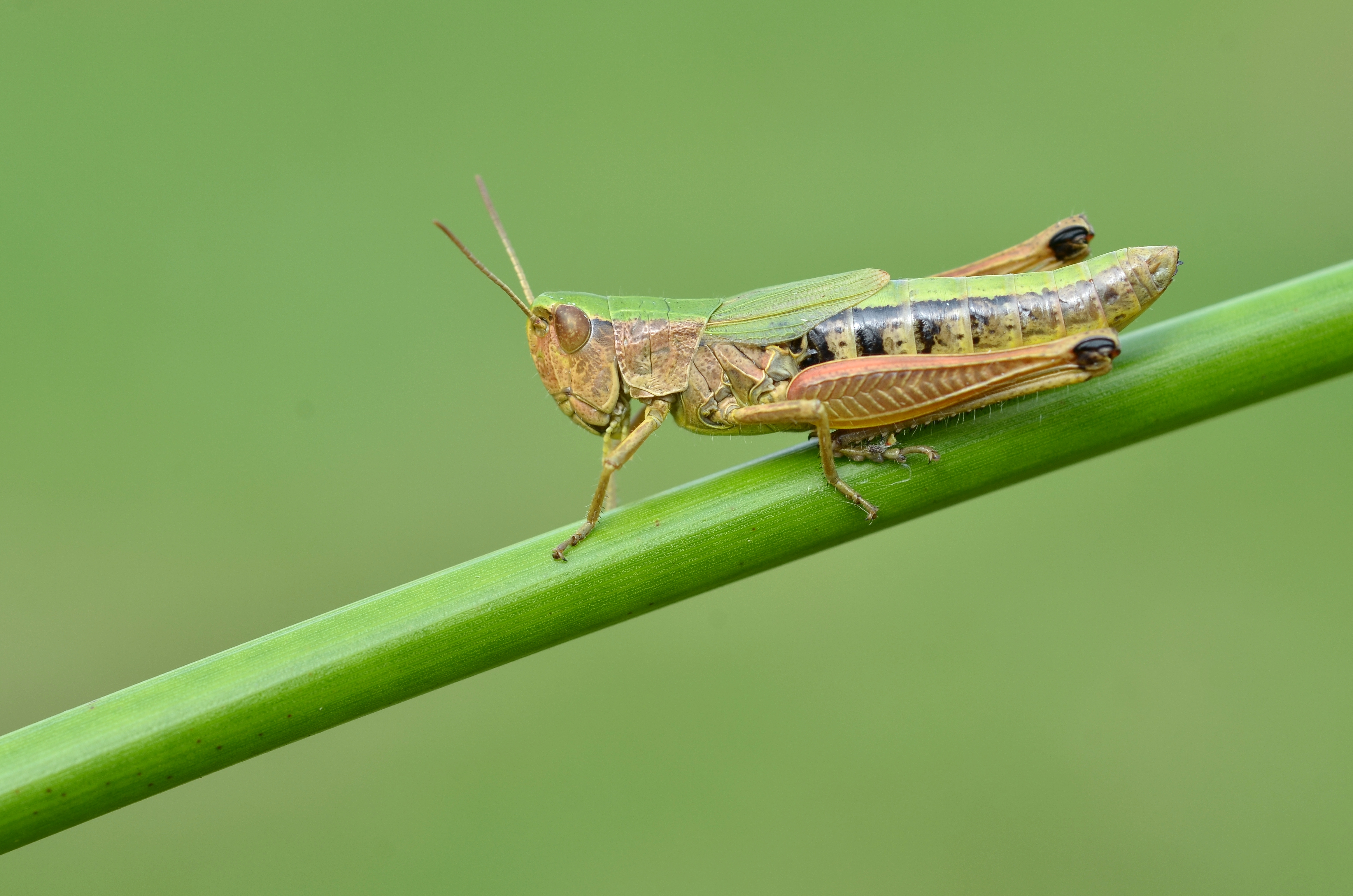
Le criquet des pâtures Chorthippus parallelus.

## Applications
Les colorations disruptives dans le règne animal sont une source de bioinspiration : 
- camouflage Dazzle, technique de camouflage élaborée durant la Première Guerre mondiale. À partir de 1917 et en l'espace d'un an, plus de 4 400 navires, civils ou militaires, ont été repeints selon des méthodes s'inspirant directement de l'art abstrait et du cubisme pour échapper aux torpilles ennemies ;
- filets de camouflage.